# صراع الروهينغا
قالب:Campaignbox Myanmar conflict
نزاع الروهينجا هو نزاع يحصل في الجزء الشمالي من ولاية راخين في ميانمار (المعروف سابقًا باسم أراكان)، ويتميز بالعنف الطائفي بين مجتمعات الروهينجا المسلمة والراخين البوذية، وهي حملة عسكرية على المدنيين الروهينجا من قبل قوات الأمن في ميانمار،  وقد وصفت هذه الحملة بالتطهير العرقي من قبل المنظمات الدولية وحقوق الإنسان لدى الأمم المتحدة وعلى إثر هذه الحملة حاول بعض الروهنجيا الدفاع عن نفسهم بالهجمات المسلحة المحدودة من قبل الروهينجا في بوثيداونج، مونغداو، وراثيداونغ، التي تقع على الحدود مع بنغلاديش.
ينشأ النزاع أساسًا من التمايز الديني والاجتماعي بين بوذيي راخين ومسلمي الروهنجيا. خلال الحرب العالمية الثانية في بورما (ميانمار الحالية)، حارب مسلمو الروهنجيا -الذين كانوا متحالفين مع البريطانيين ووعدوا بدولة إسلامية في المقابل- ضد البوذيين المحليين في راخين، الذين كانوا متحالفين مع اليابانيين. بعد الاستقلال في عام 1948، رفضت الحكومة النقابية التي تشكلت حديثًا في البلد الذي يغلب على سكانه البوذية منح المواطنة إلى الروهينجا، مما عرّضهم لتمييز منتظم واسع النطاق في البلاد. تم مقارنة هذا على نطاق واسع بالفصل العنصري أبارتايد  قبل العديد من الأكاديميين والمحللين والشخصيات السياسية الدولية، بما في ذلك ديزموند توتو، وهو ناشط مشهور مناهض للفصل العنصري في جنوب إفريقيا.
من عام 1947 إلى عام 1961، حارب مجاهدين الروهينجا القوات الحكومية في محاولة لجعل المنطقة الروهنجية المأهولة بالسكان حول شبه جزيرة مايو في أراكان (ولاية راخين الحالية) تتمتع بالحكم الذاتي أو الانفصال، لذلك يمكن ضمها إلى البنغال الشرقية الباكستانية. (بنغلاديش الحالية). خلال أواخر الخمسينيات وأوائل الستينيات، فقد المجاهدون معظم زخمهم ودعمهم، مما أدى إلى استسلام معظمهم للقوات الحكومية.
في السبعينيات من القرن الماضي برزت الحركات الانفصالية الروهنجية من فلول المجاهدين، وتُوِّج القتال بقيام الحكومة البورمية بشن عملية عسكرية ضخمة أطلق عليها اسم «عملية التنين الملك» في عام 1978 لطرد ما يسمى «الأجانب». في التسعينيات من القرن الماضي، كانت منظمة روهينغا التضامنية المسلحة (RSO) هي المرتكب الرئيسي للهجمات على السلطات البورمية بالقرب من الحدود بين بنغلاديش وميانمار. ردت الحكومة البورمية عسكريًا من خلال عملية أسمتها عملية أمة نظيفة وجميلة، لكنها فشلت في نزع سلاح قوات منظمة الروهينغا.
في أكتوبر 2016، تعرضت مواقع الحدود البورمية على طول الحدود البنجلاديشية الميانمارية لهجوم من قبل مجموعة متمردة جديدة تدعى حركة اليقين، مما أسفر عن مقتل 40 مقاتلاً على الأقل. كان هذا أول ظهور كبير للنزاع منذ عام 2001. اندلع العنف مرة أخرى في نوفمبر 2016، ليصل عدد القتلى في عام 2016 إلى 134، ومرة أخرى في 25 أغسطس 2017، عندما شن جيش إنقاذ روهينغا أراكان (حركة اليقين سابقًا) هجمات منسقة على 24 مركزًا للشرطة وقاعدة للجيش خلفت 71 قتيلًا.
دفعت حملة عسكرية لاحقة قامت بها ميانمار مكتب المفوض السامي لحقوق الإنسان التابع للأمم المتحدة (OHCHR) إلى التحقيق في الأمر وإصدار تقرير في 11 أكتوبر 2017 يوضح بالتفصيل «العملية المنهجية» للجيش البورمي المتمثلة في طرد مئات الآلاف من الروهينجا من ميانمار«من خلال أعمال الإذلال والعنف المتكررة».

## خلفية

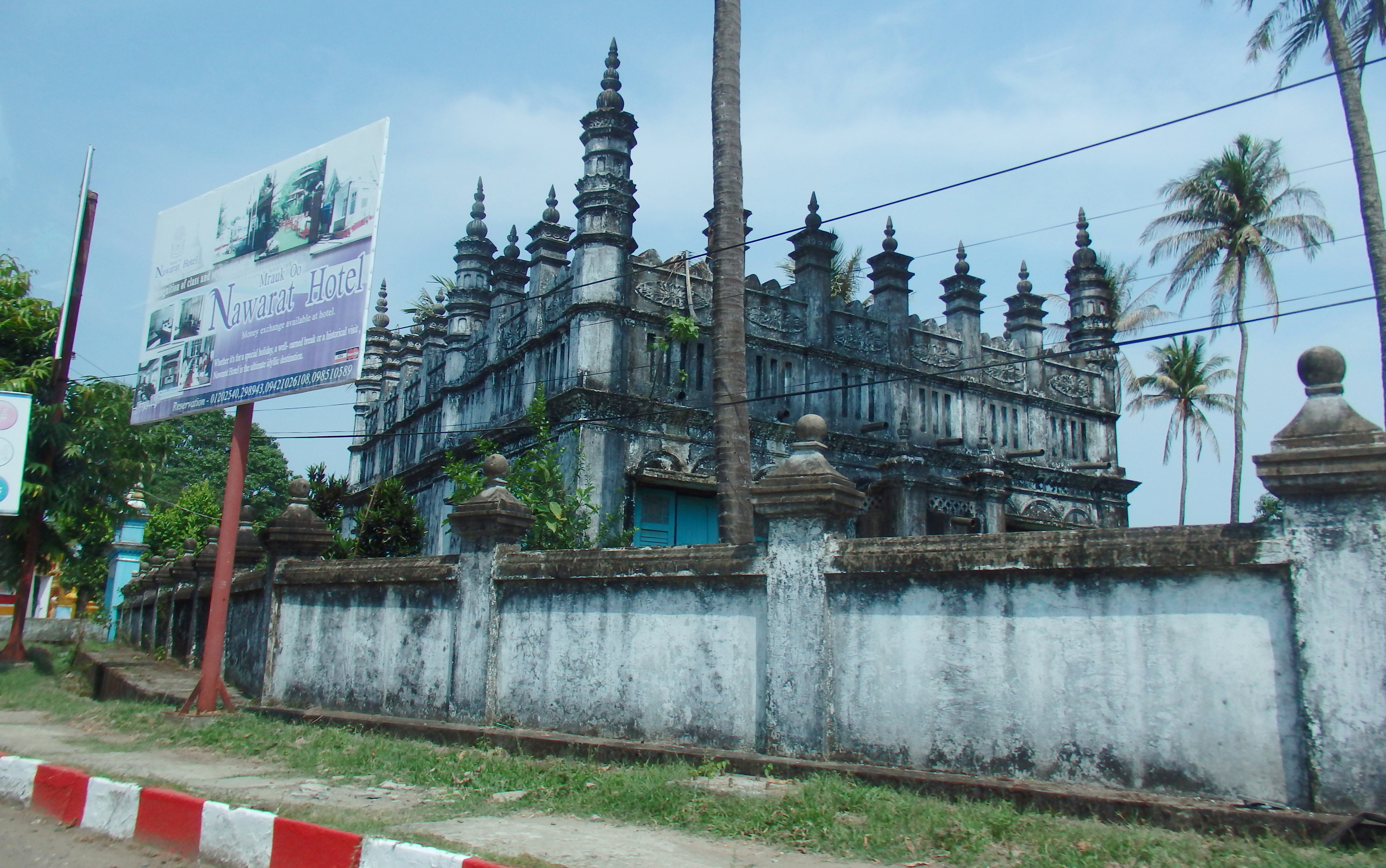
مسجد مغلق في سيتوي بولاية راخين.

شعب الروهينجا هم أقلية عرقية تعيش بشكل رئيسي في المنطقة الشمالية من ولاية راخين في ميانمار (أراكان سابقًا) وقد وُصفت بأنها واحدة من أكثر الأقليات اضطهادًا في العالم. يصفون أنفسهم بأنهم أحفاد التجار العرب الذين استقروا في المنطقة منذ أجيال عديدة.  ومع ذلك، فقد صرّح الباحث الفرنسي جاك ليدر أن «أجداد الأغلبية الساحقة من المسلمين في راخين هاجروا من البنغال إلى راخين [...] أحفادهم والمسلمين ككل قد تمت الإشارة إليهم بلا جدال»البنغاليون«حتى أوائل التسعينيات»، والتي يشار إليها أيضًا باسم«شيتاجوني»خلال فترة الاستعمار البريطاني.  حدد آخرون مثل كريس ليوا وأندرو سيلث المجموعة على أنها مرتبطة إثنياً بالبنغال في جنوب بنغلاديش بينما عالمة الأنثروبولوجيا كريستينا فينك بأن الروهينجا لا تستخدم كمعرّف عرقي بل كمعرف سياسي. 
مع الغزو الياباني وانسحاب الإدارة البريطانية، اندلعت التوترات في أراكان قبل الحرب. تسببت الحرب في نزاعات طائفية بين المسلمين الأراكان والبوذيين. هرب المسلمون من المناطق التي تسيطر عليها اليابان والأغلبية البوذية إلى شمال أراكان الذي يسيطر عليه المسلمون وقتل الكثير منهم. في المقابل، تم إجراء «تطهير عرقي عكسي». تسببت الهجمات الإسلامية في فرار البوذيين إلى جنوب أراكان. كما تسببت هجمات القرويين المسلمين على البوذيين في عمليات انتقامية. مع تعزيز موقعها في جميع أنحاء شمال أراكان، انتقم الروهينجا ضد المتعاونين اليابانيين، وخاصة البوذيين. على الرغم من أنه غير رسمي، فقد تم تقديم تعهد محدد للمسلمين الأراكان بعد الحرب العالمية الثانية. أعرب ضباط V Force مثل أندرو إيروين عن حماسهم لمنح المسلمين ولاءهم. يعتقد قادة الروهنجيا أن البريطانيين وعدوهم بـ «منطقة قومية إسلامية» في منطقة مونغداو الحالية. كانوا أيضًا خائفين من حكومة يسيطر عليها البوذيون في المستقبل. في عام 1946، أصدر القادة دعوات لضم باكستان للأراضي. كما دعا البعض إلى دولة مستقلة. لكن تم تجاهل الطلبات التي وجهت إلى الحكومة البريطانية.
بعد الفترة الاستعمارية، تم أول خروج جماعي لما كان في ذلك الوقت باكستان الشرقية نحو سبعينيات القرن الماضي. في الخمسينيات من القرن الماضي، ظهرت «حركة سياسية ومتشددة» لإنشاء «منطقة إسلامية تتمتع بالحكم الذاتي»، واستخدم المتشددون روهينغيا لوصف أنفسهم، مما يشير إلى «الأصول الحديثة» للمصطلح. اضطهاد الروهينجا في ميانمار يعود إلى السبعينيات. اكتسب مصطلح «روهينغيا» رواجاً منذ التسعينيات بعد «الهجرة الثانية» لـ «ربع مليون شخص من بنغلاديش إلى راخين» في أوائل التسعينيات.
تم رفض الجنسية الروهنجية في عام 1982 من قبل حكومة ميانمار، التي تعتبرهم مهاجرين غير شرعيين من بنغلاديش. منذ ذلك الحين، أصبح الروهينجا بانتظام هدفًا للاضطهاد من قبل الحكومة والبوذيين الوطنيين.

## حركات المجاهدين (1947-1961)

### التمرد الانفصالي المبكر
في مايو 1946، التقى زعماء مسلمون من أراكان بمحمد علي جناح، مؤسس باكستان، وطلبوا الضم الرسمي لبلدتين في منطقة مايو، بوثيداونغ ومونغداو، إلى البنغال الشرقية ( بنغلاديش الحالية). بعد شهرين، تم تأسيس رابطة شمال أراكان الإسلامية في أكياب ( سيتوي حاليًا، عاصمة ولاية راخين)، والتي طلبت أيضًا من جناح ضم المنطقة. رفض جناح قائلاً إنه لا يستطيع التدخل في شؤون بورما الداخلية. بعد رفض جناح، قام مسلمون في أراكان بتقديم مقترحات لحكومة بورما التي نشأت حديثًا بعد الاستقلال، طالبت فيها بتنازل البلدتين عن باكستان. تم رفض هذه المقترحات من قبل برلمان بورما.
تم تشكيل المجاهدين المحليين لاحقًا للقتال ضد الحكومة البورمية،  وبدأوا في استهداف الجنود الحكوميين المتمركزين في المنطقة. بدأ المجاهدون، بقيادة مير قاسم، اكتساب الأراضي، وطردوا مجتمعات راخين العرقية المحلية من قراهم، الذين فر بعضهم إلى شرق البنغال.
في نوفمبر 1948، تم إعلان الأحكام العرفية في المنطقة، وتم إرسال الكتيبة الخامسة من بنادق بورما وكتيبة الذقن الثانية لتحرير المنطقة. بحلول يونيو 1949، كانت سيطرة الحكومة البورمية على المنطقة قد تحولت إلى مدينة أكياب، في حين كان المجاهدون يمتلكون كل شمال أراكان تقريبًا. بعد عدة أشهر من القتال، تمكنت القوات البورمية من دفع المجاهدين إلى أدغال منطقة مايو بالقرب من الحدود الغربية للبلاد.
في عام 1950، حذرت الحكومة الباكستانية نظرائها في بورما من معاملتهم للمسلمين في أراكان. أرسل رئيس الوزراء البورمي يو نو فورًا دبلوماسيًا مسلمًا، هو خين، للتفاوض على مذكرة تفاهم حتى تتوقف باكستان عن مساعدة المجاهدين. قُبض على قاسم من قبل السلطات الباكستانية في عام 1954، وبعد ذلك استسلم الكثير من أتباعه للحكومة.
اتهمت حكومة ما بعد الاستقلال المجاهدين بتشجيع الهجرة غير الشرعية لآلاف البنغاليين من البنغال الشرقية إلى أراكان أثناء حكمهم في المنطقة، وهو ادعاء كان محل خلاف كبير على مر العقود، لأنه يثير الشكوك حول شرعية الروهينجا كأبناء أراكان.

### العمليات العسكرية ضد المجاهدين
بين عامي 1950 و 1954، شن جيش بورما عدة عمليات عسكرية ضد المجاهدين الباقين في شمال أراكان. تم إطلاق أول عملية عسكرية في مارس 1950، تليها عملية ثانية أطلق عليها اسم Mayu في أكتوبر 1952. وافق العديد من قادة المجاهدين على نزع سلاحهم والاستسلام للقوات الحكومية بعد العمليات الناجحة.
في النصف الأخير من عام 1954، بدأ المجاهدون مرة أخرى شن هجمات على السلطات المحلية والوحدات العسكرية المتمركزة حول مونغداو وبوثيداونج وراثيداونج. مئات البوذيين راخين العرقية بدأت الإضراب عن الطعام في رانغون (في الوقت الحاضر يانغون ) احتجاجا،  وأطلقت الحكومة في وقت لاحق عملية الموسمية في أكتوبر 1954. و تاتمادوا تمكنت من القبض على المعاقل الرئيسية للمجاهدين وتمكن من قتل العديد من قادتهم. نجحت العملية في تقليل نفوذ ودعم المجاهدين في المنطقة.

### تراجع وسقوط المجاهدين

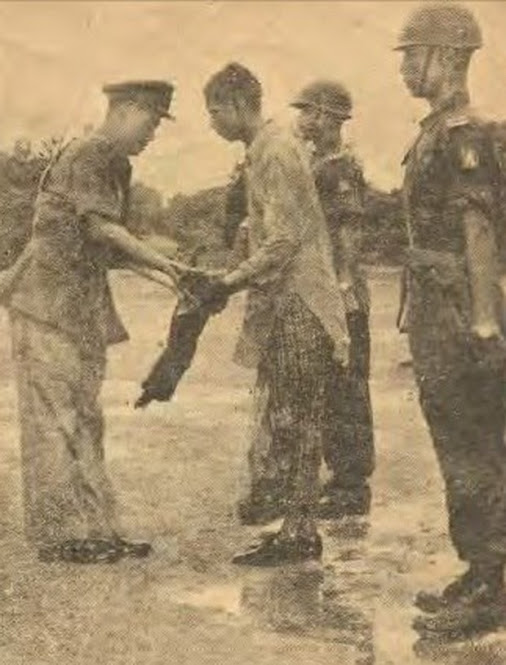
مجاهد من الروهينجا يسلم سلاحه إلى العميد أونغ غي، في 4 يوليو 1961.

في عام 1957، استسلم 150 من المجاهدين، بقيادة شور مالوك وزوراه، للقوات الحكومية. في 7 نوفمبر 1957، قام 214 مجاهدًا إضافيًا بقيادة الراشد بنزع سلاحهم واستسلامهم للقوات الحكومية.
بدأ المجاهدون يفقدون زخمهم مع بداية الستينيات، في أعقاب تنفيذ مختلف السياسات من قبل الحكومة البورمية. بدأت حكومتا بورما وباكستان بالتفاوض حول كيفية التعامل مع المجاهدين على حدودهم، وفي 1 مايو 1961 تم إنشاء منطقة الحدود في مايو في أراكان لاسترضاء الروهينجا.
في 4 يوليو 1961، سلم 290 من المجاهدين في بلدة مونغداو الجنوبية أسلحتهم أمام العميد أونغ جي، الذي كان نائب القائد الأعلى لجيش بورما في ذلك الوقت. في 15 نوفمبر 1961، استسلم عدد قليل من المجاهدين إلى أونغ جي في بوثيداونج. ومع ذلك، ظل العشرات من المجاهدين تحت قيادة ظفر كوول، 40 عامًا تحت حكم عبد اللطيف، و 80 تحت حكم أنول جولي ؛ كانت كل هذه المجموعات تفتقر إلى الدعم والوحدة المحليين، مما أدى بهم إلى أن يصبحوا مهربين للأرز في نهاية الستينيات.

## حركات الروهينجا الانفصالية (1972-2001)

### الجماعات الانفصالية في السبعينات والثمانينات
أسس ظفر كوول حزب تحرير الروهينجا (RLP) في 15 يوليو 1972، بعد حشد مختلف فصائل المجاهدين السابقين تحت قيادته. عين ظفر نفسه رئيسًا للحزب وعبد اللطيف نائبًا للرئيس ووزيرًا للشؤون العسكرية، ومحمد جعفر حبيب، خريج جامعة رانجون، أمينًا عامًا. زادت قوتهم من 200 مقاتل في مؤسستهم إلى 500 بحلول عام 1974. وكان مقره إلى حد كبير في RLP في الأدغال بالقرب من بوثيدونغ وكان مسلحا بأسلحة مهربة من بنغلاديش. بعد عملية عسكرية واسعة النطاق قام بها التاتمادو في يوليو 1974، فر ظفر ومعظم رجاله عبر الحدود إلى بنغلاديش.
في 26 أبريل 1964، تم تأسيس جبهة الاستقلال الروهنجية (RIF) بهدف إنشاء منطقة إسلامية مستقلة للشعب الروهينجا. تم تغيير اسم المجموعة إلى جيش الاستقلال الروهينجا (RIA) في عام 1969 ثم إلى جبهة الروهينجا الوطنية (RPF) في 12 سبتمبر 1973. في يونيو 1974، أعيد تنظيم الجبهة الوطنية الرواندية مع محمد جعفر حبيب كذاتي الرئيس المعين، نور الإسلام، محامي متعلم في رانغون، كنائب للرئيس، ومحمد يونس، طبيب، سكرتير عام. كان لدى الجبهة الوطنية الرواندية حوالي 70 مقاتلاً.
في فبراير 1978، بدأت القوات الحكومية عملية عسكرية واسعة النطاق تسمى عملية Nagamin ( عملية التنين الملك) في شمال أراكان، مع التركيز الرسمي على طرد ما يسمى «الأجانب» من المنطقة قبل الإحصاء الوطني. كان الهدف الأساسي لل   تاتماداو أثناء العملية هو إجبار متمردي الجبهة الوطنية الرواندية والمتعاطفين معها على الخروج من أراكان. مع امتداد العملية إلى الشمال الغربي، عبر مئات الآلاف من الروهينجا الحدود بحثًا عن ملجأ في بنغلاديش.
في عام 1982، انفصلت العناصر المتطرفة عن جبهة الروهينغيا الوطنية (RPF) وشكلت منظمة تضامن الروهينجا (RSO). كان يقودها محمد يونس، الأمين العام السابق للجبهة الوطنية الرواندية. أصبح RSO الفصيل الأكثر نفوذا وتطرفا بين مجموعات المتمردين الروهينجا من خلال بناء نفسها على أسس دينية. وقد حصلت على دعم من مختلف الجماعات الإسلامية، مثل الجماعة الإسلامية، وحزب الإسلام، وحزب المجاهدين، وأنجكاتان بيليا إسلام سا ماليزيا، ومنظمة الشباب الإسلامية في ماليزيا.
تم تقديم قانون المواطنة البورمية في 15 أكتوبر 1982، وباستثناء شعب كامان، لم يتم الاعتراف بالمسلمين في البلاد قانونًا وحرمانهم من الجنسية البورمية.
في عام 1986، اندمجت الجبهة الوطنية الرواندية مع فصيل من جمهورية صربسكا بقيادة النائب السابق لرئيس الجبهة الوطنية الرواندية، نور الإسلام، وأصبحت الجبهة الإسلامية أراكان روهينغيا (ARIF).

### النشاط والتوسعات في التسعينيات
في أوائل التسعينات من القرن الماضي، كانت المعسكرات العسكرية لجمهورية صربسكا موجودة في منطقة كوكس بازار في جنوب بنجلاديش. تمتلك RSO ترسانة كبيرة من المدافع الرشاشة الخفيفة، بنادق هجومية AK-47، قاذفات صواريخ RPG-2، مناجم كلايمور ومتفجرات، وفقًا لتقرير ميداني أجراه المراسل بيرتيل لينتنر في عام 1991. جبهة أراكان روهينغيا الإسلامية ( ARIF) كان مسلحًا في الغالب ببنادق رشاشة L2A3 من الجنيه الاسترليني من صنع 9 ملم وبنادق هجومية من طراز M-16 وبنادق.303.
أدى التوسع العسكري في جمهورية صربسكا إلى قيام حكومة ميانمار بشن هجوم مضاد هائل باسم عملية بيي ثايا ( عملية النظيفة والجميلة ) لطرد متمردي جمهورية صربسكا على طول الحدود البنجلاديشية الميانمارية. في ديسمبر / كانون الأول 1991، عبر الجنود البورميون الحدود وهاجموا موقعًا عسكريًا بنغلادش بطريق الخطأ، مما تسبب في توتر العلاقات بين بنجلاديش وميانمار. بحلول أبريل 1992، تم إجبار أكثر من 250،000 مدني من الروهينجا على الخروج من شمال ولاية راخين نتيجة للعمليات العسكرية المتزايدة في المنطقة.
في أبريل 1994، دخل حوالي 120 من متمردي جمهورية صربسكا بلدة مونغداو في ميانمار عن طريق عبور نهر ناف الذي يمثل الحدود بين بنغلاديش وميانمار. في 28 نيسان / أبريل 1994، انفجر تسعة من كل 12 قنبلة زرعت في مناطق مختلفة في مونغداو على أيدي مقاتلي جيش صرب البوسنة، مما ألحق أضرارا بمحرك إطفاء وبعض المباني، وأصاب أربعة مدنيين بجروح خطيرة.
في 28 أكتوبر 1998، قام الجناح المسلح لـ RSO و ARIF بتشكيل منظمة أراكان روهينغيا الوطنية (ARNO)، التي تعمل في المنفى في بازار كوكس. تم تأسيس جيش روهينغيا الوطني (RNA) كجناحه المسلح.
في عام 2002، بدأ  التاتماداو تبادل الاستخبارات العسكرية مع الولايات المتحدة بشأن جماعات المتمردين الروهينجا. زعم تقرير مقدم إلى وكالة المخابرات المركزية أن ARNO كان لديه 170 مقاتلاً في عام 2002، وأن قادة ARNO التقوا بأعضاء من القاعدة وطالبان في أفغانستان. زعم التقرير كذلك أنه تم إرسال 90 عضوًا من منظمة أرنو إلى أفغانستان وليبيا للتدريب على حرب العصابات. لم يتم التحقق من أي من المطالبات الواردة في التقرير بشكل مستقل.

## ظهور ARSA (2016 إلى الوقت الحاضر)

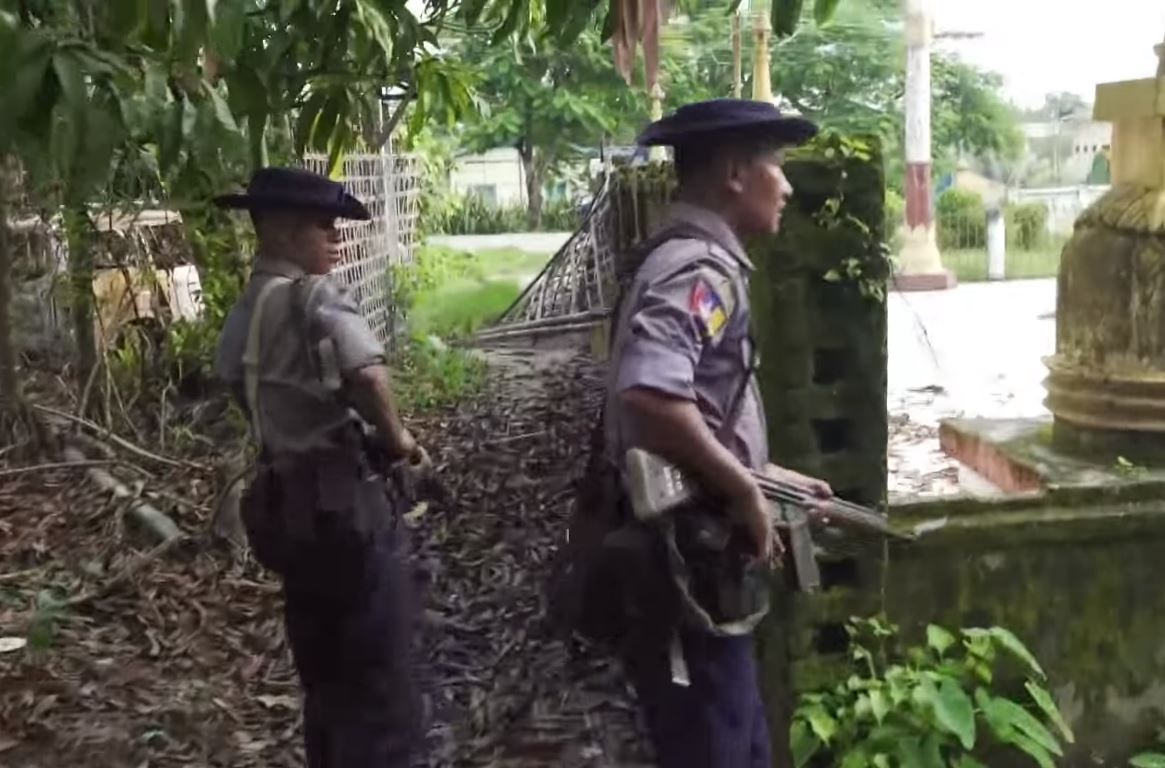
أفراد من قوة شرطة ميانمار يقومون بدورية في مونغداو في سبتمبر 2017.

في 9 أكتوبر 2016، هاجم مئات من المتمردين المجهولين ثلاثة مراكز حدودية بورمية على طول حدود ميانمار مع بنغلاديش. وفقًا لمسؤولين حكوميين في بلدة مونغداو الحدودية في روهينغيا، قام المهاجمون بتلميع السكاكين والسواطير والمقلاع المصنوع يدويًا في المنزل الذين أطلقوا البراغي المعدنية. قُتل تسعة من ضباط الحدود في الهجوم، ، ونهب المتمردون 48 بندقية، و 6424 رصاصة، و 47 حربة، و 164 خرطوشة. في 11 أكتوبر 2016، قُتل أربعة جنود في اليوم الثالث من القتال. أعقاب الهجمات، ظهرت تقارير عن العديد من انتهاكات حقوق الإنسان التي يُزعم أن قوات الأمن البورمية ارتكبتها في حملتها ضد المتمردين الروهينجا المشتبه بهم.
ألقى المسؤولون الحكوميون في ولاية راخين اللوم في الأصل على RSO، وهي جماعة إسلامية متمردة نشطة بشكل أساسي في الثمانينيات والتسعينيات، في الهجمات؛  ومع ذلك، في 17 أكتوبر 2016، أعلنت جماعة تطلق على نفسها اسمها حركة اليقين (تحولت فيما بعد إلى جيش إنقاذ روهينغا للإنقاذ أو جيش أرسا) المسؤولية. في الأيام التالية، أصدرت ست مجموعات أخرى بيانات ، استشهدت جميعًا بالزعيم نفسه.
أعلن جيش ميانمار في 15 نوفمبر 2016 أن 69 من مقاتلي الروهينجا و 17 من قوات الأمن (10 من رجال الشرطة و 7 جنود) قد قتلوا في المصادمات الأخيرة في ولاية راخين الشمالية، ليصل عدد القتلى إلى 134 (102 من المتمردين و 32 من قوات الأمن). وأعلن أيضا أنه تم إلقاء القبض على 234 شخصا يشتبه في أن لهم صلة بالهجوم. سيتم الحكم على بعضهم فيما بعد بالإعدام لتورطهم في هجمات 9 أكتوبر.
دعا ما يقرب من 24 ناشطًا بارزًا في مجال حقوق الإنسان، من بينهم ملالا يوسفزاي، ورئيس الأساقفة ديزموند توتو وريتشارد برانسون، مجلس الأمن التابع للأمم المتحدة إلى التدخل وإنهاء «التطهير العرقي والجرائم ضد الإنسانية» التي تُرتكب في ولاية راخين الشمالية.
أدرجت وثيقة للشرطة حصلت عليها رويترز في مارس 2017 423 من الروهينجا احتجزتهم الشرطة منذ 9 أكتوبر 2016، 13 منهم من الأطفال، أصغرهم يبلغ من العمر عشر سنوات. تحقق اثنان من ضباط الشرطة في مونغداو من الوثيقة وتبررا الاعتقالات، حيث قال أحدهما: «علينا الشرطة اعتقال من تعاونوا مع المهاجمين، أطفال أم لا، لكن المحكمة ستقرر ما إذا كانوا مذنبين ؛ لسنا مذنبين. هم الذين يقررون». كما ادعت شرطة ميانمار أن الأطفال اعترفوا بجرائمهم المزعومة أثناء الاستجواب، وأنهم لم يتعرضوا للضرب أو الضغط أثناء الاستجواب. يبلغ متوسط عمر المعتقلين 34 عامًا، وأصغرهم 10 أعوام وأكبرهم 75 عامًا.
في أوائل أغسطس 2017، استأنف الجيش البورمي «عمليات التطهير» في ولاية راخين الشمالية، مما أدى إلى تفاقم الأزمة الإنسانية في البلاد، وفقًا لتقرير صادر عن مفوضية الأمم المتحدة السامية لحقوق الإنسان (OHCHR) صدر في 11 أكتوبر 2017. وصف التقرير، الذي يحمل عنوان تقرير بعثة بعثة الاستجابة السريعة للمفوضية إلى كوكس بازار، بنغلاديش، «العملية المنهجية» التي اتبعها الجيش البورمي في طرد السكان الروهينجا من البلاد، فضلاً عن انتهاكات حقوق الإنسان المختلفة التي يُزعم أن الجيش ارتكبها شؤون الموظفين.
خلال الساعات الأولى من يوم 25 أغسطس 2017، شن ما يصل إلى 150 من المتمردين هجمات منسقة على 24 مركزًا للشرطة وقاعدة كتيبة المشاة الخفيفة 552 في ولاية راخين، مما أسفر عن مقتل 71 شخصًا (12 من أفراد الأمن و 59 من المتمردين). ذكر  التاتماداو في 1 سبتمبر 2017 أن عدد القتلى ارتفع إلى 370 من المتمردين و 13 من أفراد الأمن، واثنين من المسؤولين الحكوميين و 14 مدنيا.
أعلنت ARSA وقف إطلاق النار من جانب واحد لمدة شهر واحد في 9 سبتمبر 2017، في محاولة للسماح لجماعات الإغاثة والعاملين في المجال الإنساني بالوصول الآمن إلى ولاية راخين الشمالية. في بيان، حثت المجموعة الحكومة على إلقاء أسلحتها والموافقة على وقف إطلاق النار الذي كان ساري المفعول من 10 سبتمبر حتى 9 أكتوبر (الذكرى السنوية الأولى للعام الأول الهجمات على قوات الأمن البورمية من قبل ARSA). رفضت الحكومة وقف إطلاق النار، مع تصريح زاو هتاي، المتحدث باسم مكتب مستشار الدولة، قائلاً: «ليس لدينا سياسة للتفاوض مع الإرهابيين».
في نهاية أكتوبر 2017، قدرت الأمم المتحدة أن أكثر من 600000 لاجئ من الروهينجا قد فروا إلى بنغلاديش منذ استئناف الاشتباكات المسلحة قبل شهرين. وصف سفير بنغلاديش لدى الأمم المتحدة الوضع بأنه «لا يمكن الدفاع عنه» بالنسبة لبلده، الذي خطط لتعقيم نساء الروهينجا من أجل تجنب حدوث انفجار سكاني  والذي خطط أيضًا للسعي، بالتعاون مع السلطات البورمية، لإعادة بعض من اللاجئين روهينغيا في ولاية راخين. ومع ذلك، فإن الحكومة استولت على جزء كبير من الأراضي الزراعية التي هجرها لاجئون الروهينجا،  ولا تملك غالبية كبيرة منهم أي وثائق رسمية تؤكد أنهم عاشوا في ولاية راخين قبل أعمال العنف، بسبب انعدام الجنسية.
في 22 مايو 2018، أصدرت منظمة العفو الدولية تقريراً تزعم فيه أن لديها أدلة على أن ARSA اعتقلت وقتلت 99 مدنيًا هندوسيًا في 25 أغسطس 2017، في نفس اليوم الذي شنت فيه ARSA هجومًا كبيرًا على قوات الأمن في ميانمار.

## الأزمة الإنسانية

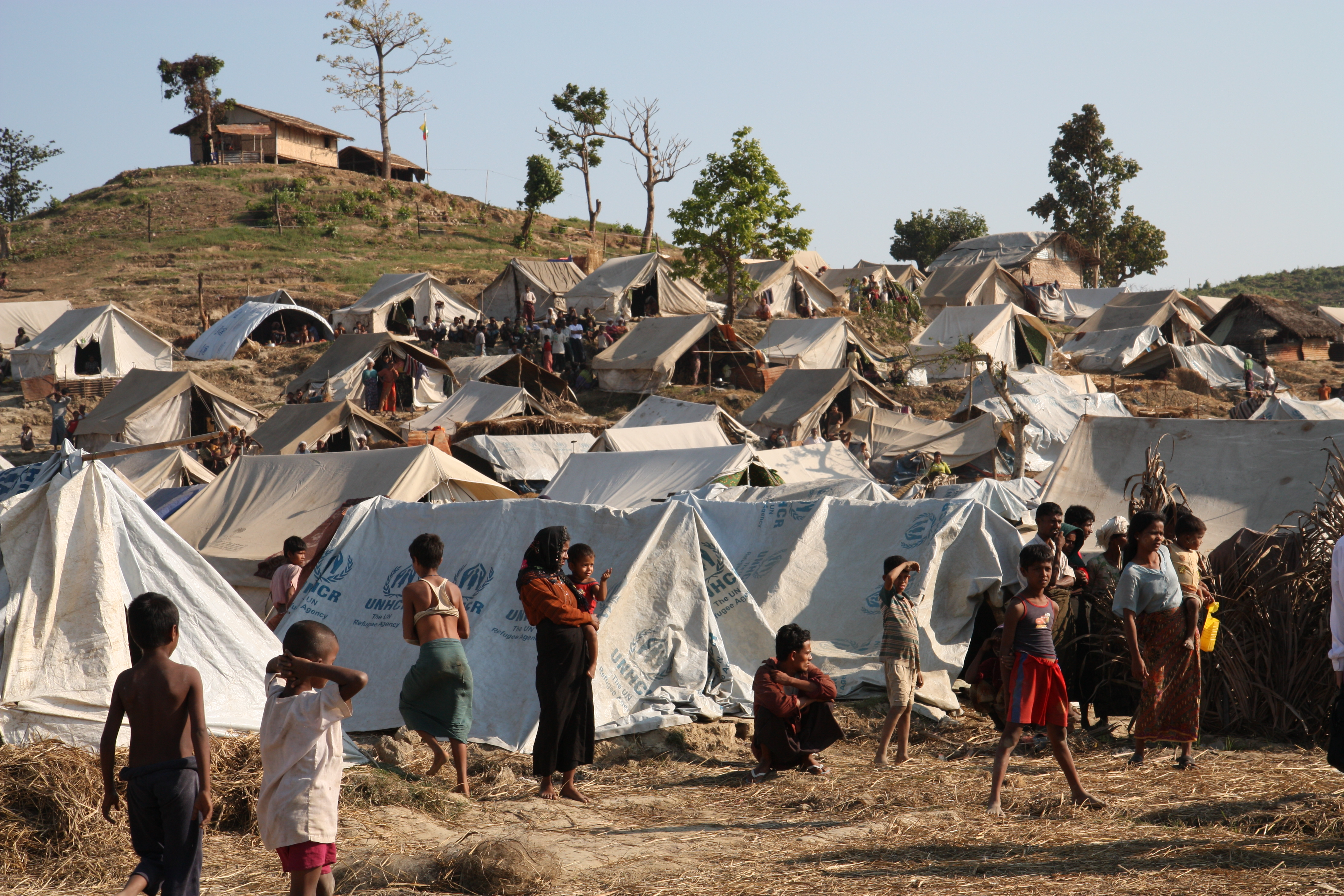
النازحون داخليًا الروهينجا في ولاية راخين، 14 ديسمبر 2012.

تشير التقارير إلى أن ما يتراوح بين 655 إلى 700000 شخص من الروهينجا قد فروا إلى بنغلاديش بين 25 أغسطس 2017 وديسمبر 2017، لتجنب الاضطهاد العرقي والديني من قبل قوات الأمن في ميانمار في «عمليات التطهير» ضد المتمردين،  للانضمام إلى إضافي 300،000 لاجئ من الروهينجا في بنغلاديش وصلوا بعد فرارهم من موجات العنف الطائفي السابقة. مكتب الأمم المتحدة لتنسيق الشؤون الإنسانية (أوتشا) في 31 يوليو 2018 أن 128،000 من الروهينجا نزحوا داخلياً داخل ولاية راخين.
في الدورة الثالثة والسبعين للجمعية العامة للأمم المتحدة في أواخر سبتمبر 2018، صرحت رئيسة وزراء بنغلاديش الشيخة حسينة أن بلادها تستضيف ما لا يقل عن 1.1 مليون لاجئ من الروهينجا، وطلبت من القادة الدوليين المساعدة في دعم «الحل السلمي المبكر» للعمل الإنساني أزمة.
تم ترحيل سبعة من اللاجئين الروهينجا من الهند في 3 أكتوبر 2018، بعد قرار من المحكمة العليا في الهند برفض التماس لوقف ترحيلهم. ظل اللاجئون محتجزين في السجن منذ عام 2012 لدخولهم الهند بطريقة غير شرعية، بعد فرارهم من أعمال الشغب المجتمعية في ولاية راخين. تم الترحيل على الرغم من تحذيرات الأمم المتحدة، التي أشارت إلى ظروف غير ملائمة للعودة. لا يزال هناك ما يقدر بنحو 18000 من طالبي اللجوء من الروهينجا في الهند، ومعظمهم تم تهريبهم إلى البلاد بطريقة غير شرعية وتوجهوا إلى مدن بها عدد كبير من المسلمين مثل حيدر أباد وجامو.

### تقرير من المفوضية
في 11 أكتوبر 2017، أصدرت مفوضية الأمم المتحدة السامية لحقوق الإنسان (OHCHR) تقريراً بعنوان " تقرير مهمة بعثة الاستجابة السريعة للمفوضية السامية لحقوق الإنسان إلى كوكس بازار، بنغلاديش، والذي عرض بالتفصيل" العملية المنهجية "للجيش البورمي لطرد مئات الآلاف من الروهينجا من ميانمار. أشار التقرير إلى أنه قبل الهجمات التي وقعت في 25 أغسطس 2017 والحملة العسكرية التي تلت ذلك، اتبع الجيش إستراتيجية من أجل:
- تعرض الروهينجا الذكور الذين تتراوح أعمارهم بين 15 و 40 سنة للاعتقال و / أو الاحتجاز التعسفي
- ألقي القبض على شخصيات سياسية وثقافية ودينية من الروهينجا و / أو احتجزوا تعسفًا
- ضمان الحصول على الغذاء وسبل المعيشة وغيرها من وسائل ممارسة الأنشطة اليومية والحياة بعيدا عن قروي الروهينجا
- طرد قرويين الروهنجيا بصورة جماعية من خلال أعمال الإذلال والعنف المتكررة، مثل التحريض على الكراهية [الطائفية] والعنف والقتل
- غرس الخوف والصدمة العميقة والواسعة النطاق (الجسدية والعاطفية والنفسية) في الروهينجا، من خلال أعمال وحشية ؛ أي القتل والاختفاء والتعذيب والاغتصاب (وأشكال العنف الجنسي الأخرى)

## جرائم حرب
وفقًا لتقرير مارس 2018 الصادر عن برلمانيي رابطة أمم جنوب شرق آسيا لحقوق الإنسان (APHR)، تم الإبلاغ عن فقد 43000 من الوالدين الروهينجا [و] موتهم المفترض "منذ بداية الحملة العسكرية في أغسطس 2017. دراسة أغسطس 2018 من قبل جامعة هارفارد قدرت أنه في نفس الفترة، قُتل 24000 من الروهينجا، وتم اغتصاب 18000 من نساء وفتيات الروهينجا، وتعرض 116000 من الروهينجا للضرب، و 36000 من الروهينجا كانوا ضحايا للحرق العمد. وفقًا لتقرير لهيئة الإذاعة البريطانية (BBC) في عام 2019، هدمت الحكومة قرى روهينغيا المسلمة بأكملها في ميانمار واستبدلت بها ثكنات الشرطة والمباني الحكومية ومخيمات إعادة توطين اللاجئين.

## الصور المضللة
تم استخدام الصور المضللة من قبل طرفي النزاع، إلى جانب مزاعم العنف ضد المدنيين. أصبح التحقق من صحة الصور تحديا للباحثين، بسبب القيود المفروضة على وسائل الإعلام والسفر التي فرضتها حكومة ميانمار على ولاية راخين.
في أعقاب هجمات أغسطس 2017 ARSA والحملة اللاحقة التي شنها الجيش، تم إطلاق صور من قبل المسؤولين البورميين الذين يُزعم أنهم يظهرون العديد من الروهينجا يضرمون النار في مباني في قريتهم. تويت المتحدث باسم الحكومة زاو هتاي رابط لمقال الحكومة حول الصور، مع التعليق «صور البنغاليين إشعال النار في منازلهم!» ومع ذلك، اعترف الصحفيون فيما بعد بأن اثنين من الحارقين كانوا هندوس من مبنى مدرسة قريب، مما دفع هتاي إلى إعلان أن الحكومة ستحقق في الأمر.
في يوليو 2018، أصدرت دائرة العلاقات العامة في التاتماداو منشورًا دعائيًا بعنوان " سياسة ميانمار و التاتماداو : الجزء الأول "، تضمن صورًا يُزعم أنها أظهرت الهجرة غير الشرعية لروهينجا أثناء الحكم البريطاني والعنف الذي ارتكبه قرويون من الروهينجا ضد راخين العرقيين القرويين. وقد كشفت رويترز في وقت لاحق أن الصور قد تم عرضها بطريقة مضللة ؛ كانت الصورة التي من المفترض أنها أظهرت رجلاً من الروهنجيا مع جثث سكان راخين المقتولين كانت في الواقع صورة تم التقاطها أثناء حرب تحرير بنغلاديش لرجل يستعيد جثث البنغال الذين ذبحوا، وصورة زعمت أنها تظهر دخول مئات "المتسللين البنغالية" "(أي الروهينجا) في ولاية راخين كانت في الواقع صورة حائزة على جوائز لاجئين الهوتو التي التقطت في عام 1996. اعتذر الجيش البورمي في وقت لاحق في 3 سبتمبر 2018 عن سوء استخدام الصور، وقال في بيان" نحن نعتذر بشدة للقراء ومالكي الصور عن الخطأ ".